# Monument au Pigeon-Soldat
Le Monument au Pigeon-Soldat est un mémorial de style éclectique élevé à Bruxelles en Belgique pour commémorer le rôle joué durant la Première Guerre mondiale par les colombophiles belges et leurs pigeons voyageurs.

## Localisation
Le monument, nommé Monument au Pigeon-Soldat, ou Monument aux Colombophiles se situe au square des Blindés, à quelques mètres de la fontaine Anspach, au bout de la perspective constituée par le quai aux Briques et le quai au Bois à brûler, au cœur de Bruxelles.

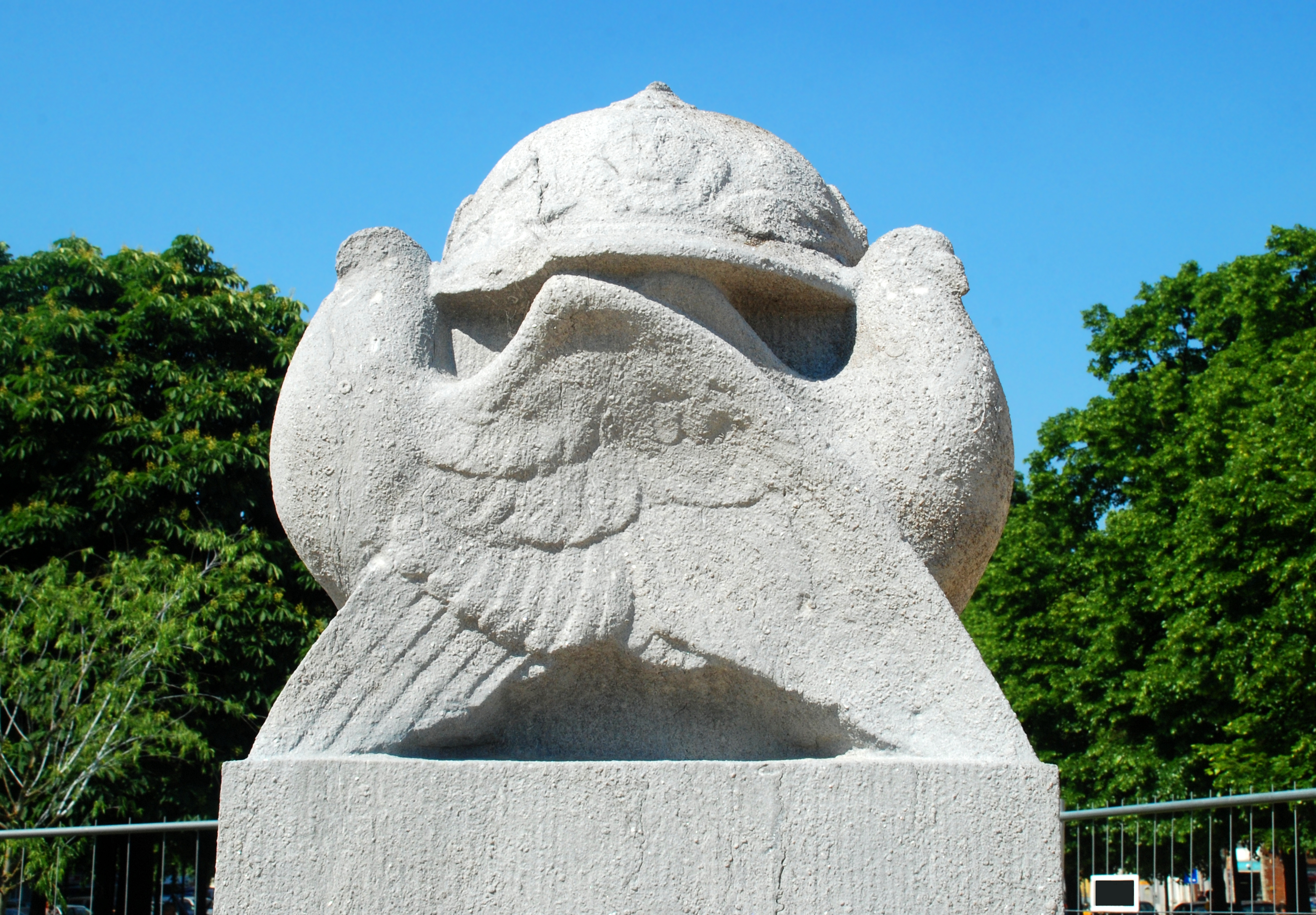
Casque et pigeons.

## Historique
Au début des années 1930, un comité se constitue pour demander l'érection de ce monument pour commémorer le rôle joué durant la Première Guerre mondiale par les colombophiles belges et leurs pigeons voyageurs.
La réalisation en est confiée au sculpteur Victor Voets (1882-1950) et à l'architecte Georges Hano,,,.
Après un remaniement de la première ébauche et une polémique sur le matériau à utiliser pour la statue (bronze ou marbre), celle-ci est finalement coulée en bronze et inaugurée le 8 mars 1931,,.

## Description
La partie centrale du mémorial est constituée d'un soubassement en pierre bleue, d'un piédestal en granit et d'une statue en bronze représentant « la Patrie reconnaissante et dépoitraillée » brandissant un pigeon de la main droite et tenant une palme dans la main gauche,.
Le piédestal porte en lettre d'or un hommage bilingue au pigeon soldat :

« Au Pigeon Soldat

Aan de Oorlogs Duif »

Le monument se prolonge de part et d'autre de la statue par un muret en pierre bleue portant en lettres d'or un hommage bilingue aux colombophiles belges tombés pour la Patrie, :

« Aux Colombophiles Belges Tombés Pour la Patrie

Aan de Belgische Duivenliefhebbers Voor Het Vaderland Gesneuveld »

Les extrémités du mémorial sont constituées de piliers arborant les millésimes « 1914 » et « 1918 »,. Ornés de guirlandes de feuilles de laurier et de feuilles de chêne, ces piliers sont surmontés chacun d'un casque militaire supporté par deux pigeons aux ailes déployées,.

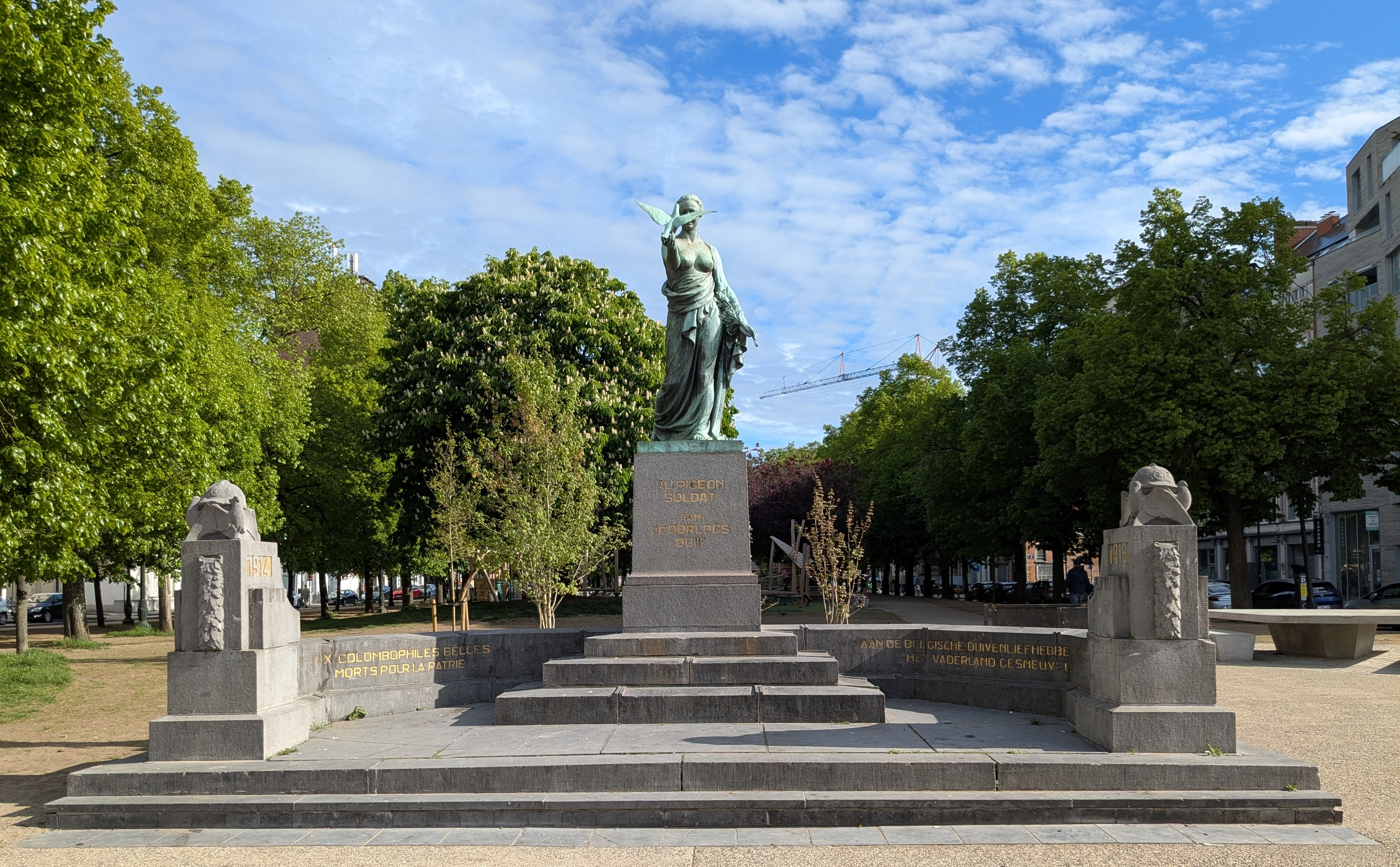
Vue d'ensemble.
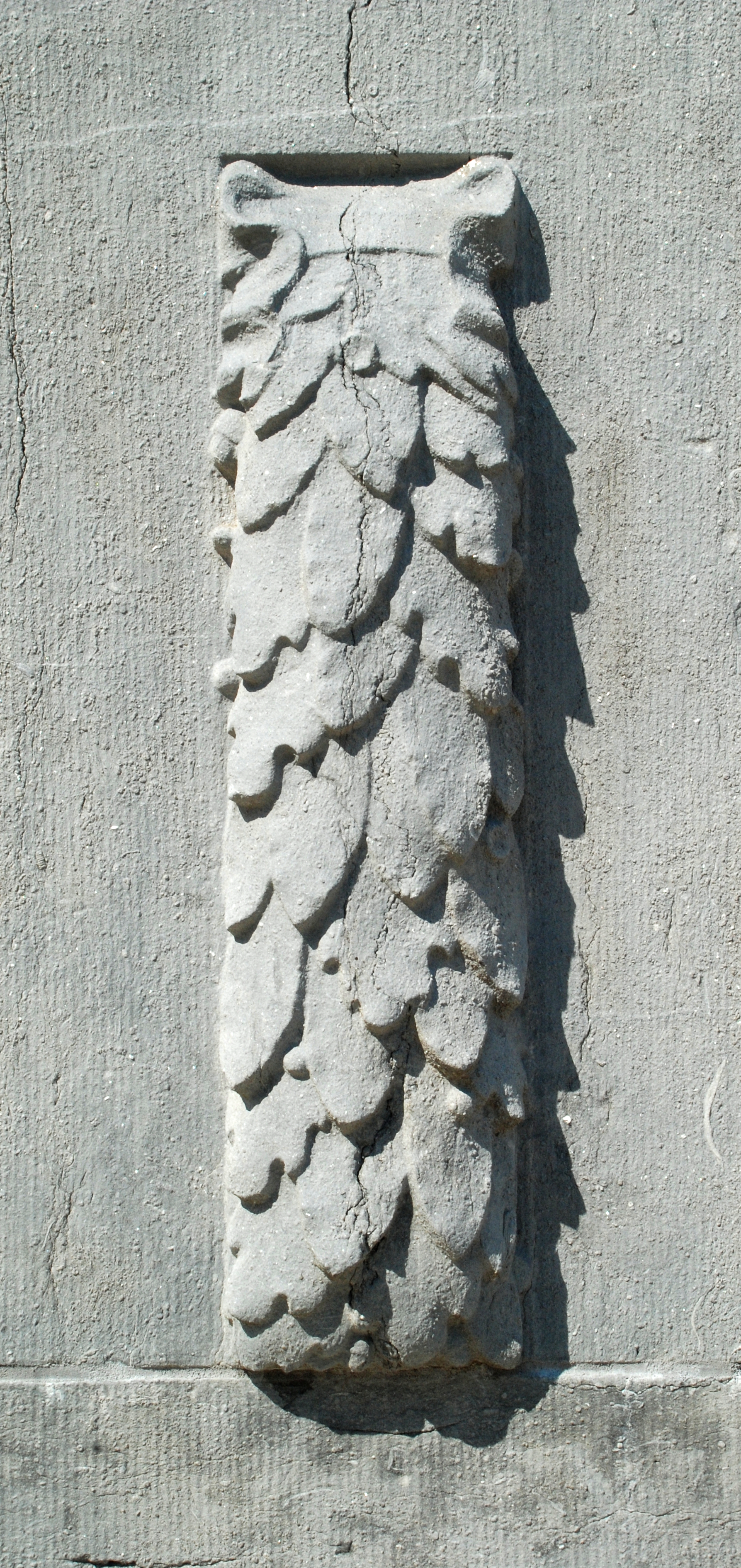
Feuilles de laurier et de chêne.
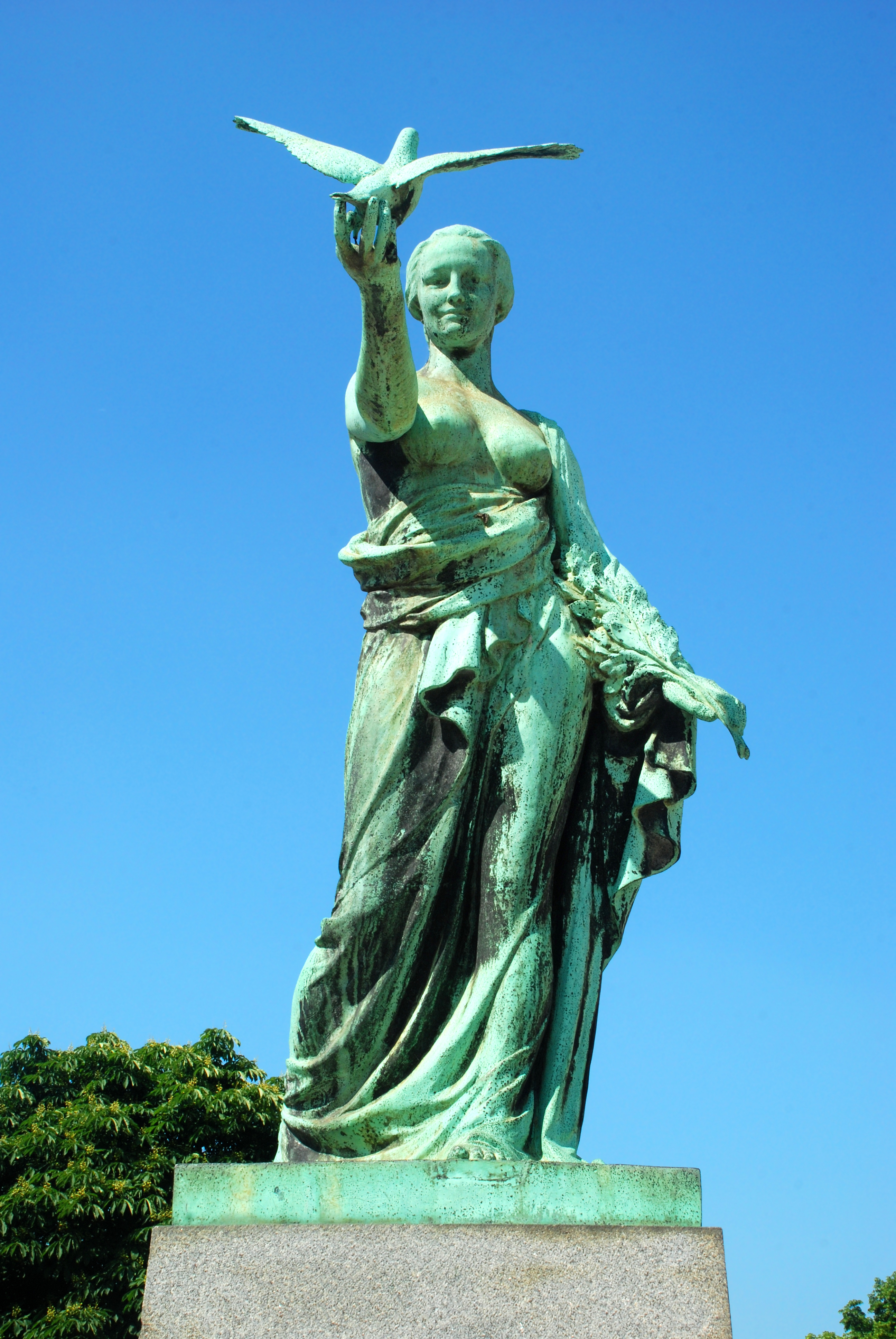
La Patrie.
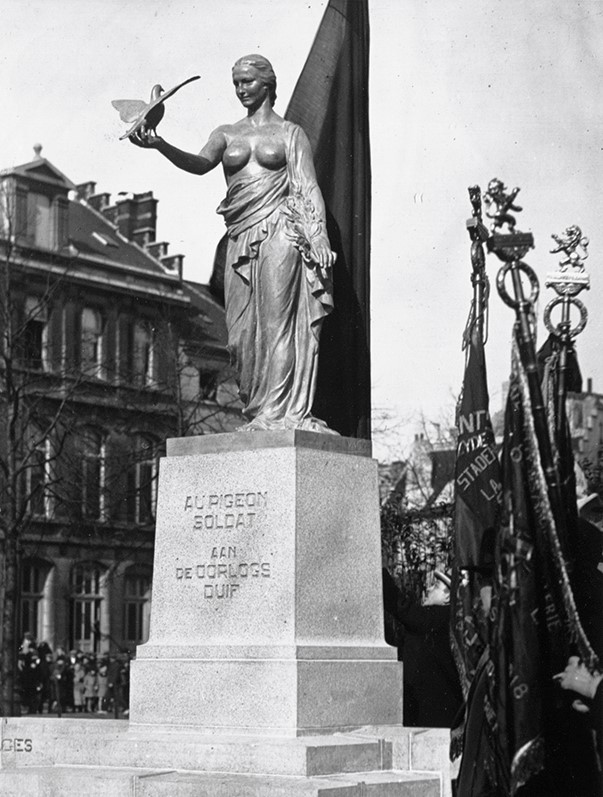
Inauguration du monument le 8 mars 1931.

## Accessibilité
| ___ | Ce site est desservi par la station de métro : Sainte-Catherine. |